# I Love Your Work
I Love Your Work är en amerikansk dramafilm från 2003 i regi av Adam Goldberg, efter manus Goldberg själv tillsammans med Adrian Butchart. I rollerna syns bland andra Giovanni Ribisi, Christina Ricci och Vince Vaughn.

## Handling
Filmstjärnan Gray Evans förlorar verklighetsuppfattningen och kan inte anpassa sig till sitt eget kändisskap. Han är besatt av romantiska fantasier om äkta kärlek och sitt tidigare enkla liv. Efter att ha varit gift med den vackra skådespelerskan Mia i ett år, försöker han ta sig ur äktenskapet. Efter ett besök på den lokala videobutiken faller han för ägarens fru Jane som påminner honom om hans tidigare flickvän Shana. Saker kompliceras ytterligare för Gray när ett fans börjar förfölja honom och han samtidigt måste hålla upp skenet av att han är lycklig i sitt äktenskap. För att komma närmare Jane erbjuder han videouthyraren att göra en film tillsammans. Gray tappar mer och mer kontakten med verkligheten och blir till slut paranoid och besatt vilket i slutändan resulterar i att han kidnappar Jane. Filmen slutar med en scen i en biosalong, där det visar sig att Gray har drömt det hela.

## Rollista
| Giovanni Ribisi | – Gray Evans     |
| Christina Ricci | – Shana          |
| Marisa Coughlan | – Jane           |
| Judy Greer      | – Samantha       |
| Shalom Harlow   | – Charlotte      |
| Jared Harris    | – Yehud          |
| Joshua Jackson  | – John           |
| Nicky Katt      | – Goateed Man    |
| Jason Lee       | – Larry Hortense |
| Franka Potente  | – Mia Lang       |
| Vince Vaughn    | – Stiev          |